# 第一常備北約海上集群
第一常備北約海上集群（英語：Standing NATO Maritime Group 1）是北大西洋公约组织常备海军快速反应部队之一，包括4至6艘驱逐舰或护卫舰，其目的是为北约提供快速作战反应能力。该部队组建于1968年，当时名为大西洋常备海军舰队（英語：Standing Naval Force Atlantic）。现为北约反应部队的一部分，舰艇包括加拿大的哈利法克斯级巡防舰和丹麦的阿布萨隆级支援舰。